# جون رايت (كاتبة)
جون رايت (بالإنجليزية: June Wright)‏ هي كاتِبة أسترالية، ولدت في 29 يونيو 1919 في Malvern, Victoria ‏ في أستراليا، وتوفيت في 4 فبراير 2012.